# Proud songsters
Proud songsters is een compositie van Gerald Finzi. Het lied is in eerste instantie geschreven voor zangstem en piano. Het is een toonzetting van een gedicht van Thomas Hardy. Het gedicht over vogelgezang op diverse momenten gaat over de vergankelijkheid van het leven. Het begint met de zanglijster die zingt als de zon ondergaat. Het werd door de componist als laatste lied opgenomen in zijn liederencyclus Earth and air and rain opus 15, dat in 1936 werd uitgegeven. Het gedicht heeft als slotregel de titel van de liederencyclus. De totale cyclus kreeg haar heerste uitvoering op 2 juli 1945. Het is mogelijk dat Proud songsters al eerder als losstaand lied werd uitgevoerd.
Het lied kreeg een herkansing toen in verband met de viering van de 100e geboortedag van Finzi, een vijftal componisten het verzoek kreeg om een lied van Finzi te orkestreren. Aan Anthony Payne de eer om de orkestratie zo te voeren, zodat het paste binnen de cyclus In years defaced, dat in 2000 werd samengesteld. Payne schreef zijn eigen muziek in de stijl van de klassieke muziek van de 20e eeuw, maar moest hier op zijn schreden terugkeren, om zijn versie te laten passen in de cyclus In years defaced.
Payne schreef voor:
- 2 dwarsfluiten (II ook piccolo), 2 hobo’s (II ook althobo), 2 klarinetten (II ook basklarinet), 2 fagotten
- 2 hoorns, 2 trompetten, 2 trombones, 0 tuba
- pauken, 2 man/vrouw percussie, harp
- violen, altviolen, celli, contrabassen

## Discografie
- Uitgave Chandos: John Mark Ainsley (tenor), City of London Sinfonia o.l.v. Richard Hickox, opname 2000 (In years defaced)
- Uitgave Naxos: John Mark Ainsley (tenor), Iain Burnside (piano), opname 2006 (Earth and air and rain)

Proud songsters inspireerde ook Benjamin Britten, hij nam het op in zijn liederencyclus Winter words opus 52 uit 1953.
lied 1: To a poet a thousand years hence ·
lied 2: When I set out for Lyonnesse ·
lied 3: In years defaced ·
lied 4: Tall nettles ·
lied 5: At a lunar eclipse ·
lied 6: Proud songsters